# Koti
Koti je naselje v Občini Novo mesto.